# Eurygenys ligulatus
Eurygenys ligulatus är en stekelart som först beskrevs av Morley 1926.  Eurygenys ligulatus ingår i släktet Eurygenys och familjen brokparasitsteklar. Inga underarter finns listade i Catalogue of Life.